# Òria d'Entença
Òria d'Entença (1120 - Osca, 1178) fou noble, tutora i comtessa de Pallars Jussà del llinatge Entença.

## Llinatge i família
El llinatge Entença és de procedència relativament humil. El cavaller Mir Gombau va rebre de mans del seu conqueridor, Arnau Mir de Tost, la senyoria de la quadra d'Entença (Ribagorça, actual municipi de Benavarri), l'any 1063. La família va tenir un notable ascens social i polític, i augmentà el seu patrimoni per la Catalunya Nova, Aragó, València i la Mediterrània. Fou il·lustre membre del llinatge el cap almogàver Berenguer d'Entença (s. XIII). Hem de destacar especialment a Teresa, esposa d'Alfons II, mare de Pere el Cerimoniós (segle xiv). Menys coneguda és Òria.
Òria d'Entença era filla de Gombau, senyor d'Enteça, Serradui i Fontova (Baixa Ribagorça oriental) mort el 1164. Gombau era pare de quatre filles i va practicar una hàbil política matrimonial: mentre la pubilla Guillema heretava el senyoriu, casava a Òria amb el comte Arnau Mir de Pallars Jussà i a Jussiana amb el comte Hug III d'Empúries. El comte Arnau Mir i Gombau d'Entença actuaren com a testimonis en el compromís matrimonial de Ramon Berenguer IV, el qual significaria la unió de Catalunya i Aragó.

## Comtessa
Òria esdevingué, doncs, comtessa consort de Pallars Jussà. La documentem firmant una convinença juntament amb el seu espòs l'any 1149. El testament d'Arnau Mir és una bona mostra del gran respecte que tenia a Òria atès que li permetia, si ho volia, tornar-se a casar sense perdre l'esponsalici, del qual esdevenia usufructuària vitalícia. Aquests béns, un cop morta, haurien de passar a l'hereu. Abans de morir el comte, li augmentà l'esponsalici. Fou mare almenys de dos fills: el comte Ramon VI (1174-1177) i Arnau. L'hereu morí jove i deixà una única filla, una nena molt petita anomenada Valença, la qual heretà el comtat sota la tutoria de la seva àvia Ória.
Igual que ho havia fet el marit, el fill confiava en ella i en el seu bon criteri i deixà la filla sota el poder, la guarda i la custòdia de la seva mare, la comtessa de Pallars. Ella emprenia la tasca de protegir i d'educar la nena. Pocs mesos després de la mort del seu fill, Òria es retirava amb la seva neta al monestir cistercenc de Santa Maria de Casbas (Osca), que havia fundat l'any 1173. Allà dictà el seu testament (1178), segons el qual deixava la major part de les seves terres a la neta Valença, si bé fins que no complís vuit anys estarien sota el domini de les monges de Casbas, que eren les qui haurien s'educar la petita comtessa quan ella morís.

## Testament
És molt interessant la presència de serfs musulmans, anomenats xarics en el testament, procedents de les terres recent ocupades, que Òria atorga per treballar a diverses heretats. En cas que morís Valença sense descendència repartia les seves terres i els seus serfs entre diverses persones. Deixa la petita Valença, comtessa titular de Pallars Jussà, sota la protecció del rei Afons I, i a les monges de Casbas, especialment a l'abadessa Elisabet, la tasca d'educar-la. Valença moria uns mesos després que la seva àvia, de manera que el comtat passava a una altra dona, Dolça, neboda del comte Arnau Mir, casada amb el castellà de Son, que seria la darrera comtessa de Pallars Jussà. A la seva mort (1192) el comtat passaria a la corona.
Com esmenta Marti Aurell, a finals del segle xii els comtats pirinencs, entre ells els dos Pallars, estaven en mans femenines, i eren elles qui marcaven la política en els seus dominis.